# Новіни (гміна Дзежґонь)
Новіни (пол. Nowiny, нім. Neuhof) — село в Польщі, у гміні Дзежґонь Штумського повіту Поморського воєводства.
Населення — 187 осіб (2011).
У 1975-1998 роках село належало до Ельблонзького воєводства.

## Демографія
Демографічна структура станом на 31 березня 2011 року:
|          | Загалом | Допрацездатний вік | Працездатний вік | Постпрацездатний вік |
| -------- | ------- | ------------------ | ---------------- | -------------------- |
| Чоловіки | 95      | 25                 | 63               | 7                    |
| Жінки    | 92      | 24                 | 56               | 12                   |
| Разом    | 187     | 49                 | 119              | 19                   |